# Hasan Rizvić
Hasan Rizvić, né le 18 janvier 1984 à Zenica, dans la République socialiste de Bosnie-Herzégovine, est un joueur bosnien naturalisé slovène de basket-ball, évoluant au poste de pivot.

## Carrière

### Palmarès
- Champion de Slovénie 2006
- Vainqueur de la coupe de Slovénie 2004, 2006
- Champion d'Ukraine 2009